# 韦尔德河畔卢卡斯
韦尔德河畔卢卡斯是巴西马托格罗索州的一个市镇。总面积3659.859平方公里，总人口30781人，人口密度8.4人/平方公里。